# Stadionul Municipal Buzău
Stadionul Municipal, cunoscut și sub numele de Stadionul Gloria, este un stadion polivalent din Buzău, România. În prezent, este folosit în principal pentru meciuri de fotbal și este terenul propriu al echipei Gloria Buzău.
Stadionul a fost construit între anii 1936-1942, la inițiativa primarului municipiului Buzău, Stan Săraru. Acesta a suferit o un proces major de renovare între 1971 și 1976. A fost renovat din nou în 2007, când a fost transformat într-un stadion cu toate locurile pe scaune. În prezent, are o capacitate de 12.321 de locuri.

## Istoric
Între anii 1933-1937 primarul Stan Săraru inițiază regenerarea și reamenajarea pădurii Parcul Crâng. Cu această ocazie amenajează terenul sportiv, numit acum Stadionul Municipal Buzău sau Stadionul Crâng, prin construcția unei tribune. Lucrările sunt terminate în 1942.
Stadionul a suferit o renovare majoră între 1971 și 1976. A fost reamenajat din nou în 2007, când a fost transformat într-un stadion numai cu locuri pe scaune sau fotolii.